# Bonaventura Frigola i Frigola

Bonaventura Frigola i Frigola

Bonaventura Frigola i Frigola (* 19. November 1829 in Castelló d’Empúries; † 3. Dezember 1901 in Barcelona) ist ein spanischer Komponist, Violinist und Kapellmeister aus Katalonien. Er war der Cousin des Komponisten Bonaventura Frigola i Fanjula.

## Leben und Werk
Bonaventura Frigola wurde in eine Musikerfamilie hineingeboren. Er zog im Alter von 18 Jahren nach Barcelona, wo er als Violinist am Gran Teatre del Liceu wirkte. 1851 ging er als Leiter einer Ballettkompanie, für die er einige Werke komponierte, nach Paris. Er erhielt sehr gute Kritiken für seine musikalischen Leistungen und erregte die Aufmerksamkeit die Aufmerksamkeit des französischen Komponisten Daniel-François-Esprit Auber. Er trat in das Konservatorium der französischen Hauptstadt ein und gewann den zweiten Preis für Komposition. Er wirkte als Violinist und künstlerischer Leiter mehrerer Musiktheater in Paris, bis er 1854 nach Katalonien zurückkehrte und die Position des Kapellmeisters in Castelló d’Empúries annahm.
1858 ging er nach Le Havre, wo 1868 seine Cantata für Chor und Einzelstimmen uraufgeführt wurde. Einige Jahre später wurde ihm dort die Leitung des neu gegründeten Konservatoriums angeboten. Er lehnte jedoch diese Berufung ab und kehrte 1881 nach Barcelona zurück. Hier eröffnete er zusammen mit dem Pianisten Joan Baptista Pujol als Regisseur das lyrische Theater Sala Beethoven. Diese Position machte ihn bekannt. Sie brachte ihm die Position des Kapellmeisters der Kirche La Mercè in Barcelona ein.
Bonaventura Frígola komponierte eine beträchtliche Anzahl an religiösen Werken, darunter ein Ave Maria, ein Peccatem me quotidie und ein Salve Regina sowie profane Werke wie die Symphonie in A-dur, ein Instrumentalquintett und die Suite  La verbena de San Juan. Darüber hinaus komponierte er einige Sardanas.